# 秋田市立日新小学校
秋田市立日新小学校（あきたしりつ にっしんしょうがっこう）は、秋田県秋田市新屋栗田町にある公立小学校。2024年に創立150周年を迎えた。。
2025年4月30日現在での、全校児童数は683人。学級は2年生のみ6学級、それ以外は5学級である。
クラス替えが2年、4年、5年にある。一定の人数より多かったり、少なかったりすると、クラス替えの際に学級数が増えたり減ったりする。
2025年2月、校舎の老朽化に伴い執り行われていた新校舎の建設が終わり、令和7年度より、県内初めての木造3階建ての新校舎の供用が始まった。

## 教育目標
まつかぜ。一文字一文字に意味があり、
- ま - 学び合う日新っ子（まなび - ）
- つ - つながり合う日新っ子
- か - 感じあう日新っ子（かんじ - ）
- ぜ - 全力でがんばり合う日新っ子（ぜんりょく - ）

となっている。（日新っ子とは、日新小学校の児童の総称であり、発音は原則的に「にっしんこ」。）

## 校歌・スクールソング
- 校歌-日新小学校校歌
  - 1954年に現在の校歌に制定。1番 - 4番まであり、「1は春の新屋（学校）・2番は夏…」とそれぞれ季節が描かれている。作曲者は深井史郎（本校出身の作曲家）で、ほかに「新屋町の歌」（旧校歌）という曲も存在する。 作詞は中川正男である。主に集会などの儀式的行事に歌われ、「春・夏なら1番と2番を、秋なら1番と3番を、冬なら1番と4番を」というふうに歌う（入学式・卒業式のような時には1 - 4番まですべて歌われる。以前は入学式・卒業式以外は1番と2番を歌っていた）。
- スクールソング-風の翼〜Nissin Breeze
  - 2002年に「ふるさと子どもドリームアップ支援事業」のバックアップの元作られたこの曲は、詞を当時在校していた生徒から募集し、採用された詞；またはフレーズを元に作られた曲である（作詞は、『日新小学校 School Song Project』名義）。そして、編曲と補作詞に元オフコースのメンバー大間ジローが手がけ、生徒に向けて集会を行ったこともある。作曲は安田典夫。編曲は、前述した大間ジローと吉田俊光。CDも存在しCDのボーカルはTOMOである。学校行事などで歌われる。振り付けもある。

## 主な進学先
- 秋田市立秋田西中学校

## 最寄駅
- 新屋駅

## 著名卒業生
- 川口大助 (秋田市長)
- 工藤力男 (日本語学者)
- 桜田淳子 (歌手)
- 新海幸藏 (力士)
- 穂積志 (秋田市長)
- 深井史郎 (作曲家)
- 山本廉 (サッカー選手)

## 校長
- 上遠野富之助 (実業家)